# Hitman (серијал)
Hitman је заједнички назив за серију видео-игара, чији је протагониста Агент 47, такође познат и као Mr. 47 или само 47. Агент 47 је клон, део дугорочног пројекта генетског пројектовања савршеног убице, и уједно његов најуспешнији плод. Током приче, његове вештине и умеће ће га често доводити у контекст легенде и мита међу другим убицама и поручиоцима убистава. Своје име је добио по два задња броја бар-кода који му је истетовиран на потиљку.
Игру је развила данска група , која је данас део издавачке куће и компаније . Како композитор и главни задужени за звук у сва четири дела игре, прославио се Џеспер Кид (Jesper Kyd).
До данас је издато 7 делова игре:  (2000),  (2002),  (2004),  (2006),  (2012)
(2016)
(2018)
(2022)

## Елементи играња
Сваки од пет делова игре је подељен на више мисија, у којима је циљ елиминисати једну или више особа, а некад и под тачно одређеним условима. Игра је тако дизајнирана да играчу увек пружи мноштво начина да циљ мисије оствари, а на самом играчу је да својом игром одреди ниво насиља који може варирати од савршеног убиства до бруталног масакра.
Нелинеарност се састоји у мноштву оружја и предмета који се могу употребити за остварење мисије, као и у величини и детаљности места на којима се мисије одвијају, а која често остављају доста просторадопушта истраживању и проналажењу нових и нових тактика и приступа мисији. Такође је присутан елеменат збуњивања противника нпр. лажним узбунама, или његовог навођења да почини грешку која се може искористити.
У четвртом делу игре је омогућено коришћење људи као „живих штитова“ или њихово гурање преко ограде. Увођење реалнијег спектра могућности кретања и скривања по просторима у којима се одвијају мисије допринело је још већем нивоу нелинеарности у овом издању игре.
Пети део доноси могућност узимања заклона, који је користан како код шуњања, тако и код ватрених окршаја.

### Прерушавање
Прерушавање је један од битних аспеката који се провлачи кроз све делове игре. Пошто је неког противника онеспособио, или одело једноставно нашао у близини гардеробе, Агент 47 се може прерушити и на тај начин покушати да добије приступ чуваним просторијама и зонама. Углавном је само питање времена када ће овај вид преваре бити откривен, што је често разлог за брзе акције или чешће промене одела. Интересантно је да пажљиво натемпиран распоред прерушавања може Агента 47 увек постављати корак испред ситуације у којој се налази тј. доводити га у ситуацију да више пута за редом промени одело баш у моменту када чувари почињу тражити сумњиву особу која је обучена као он.

### Кретање
У свим деловима игре Агент 47 не може да скаче, а прелажење малих или пентрање по за то подесним објектима му је све до четвртог дела игре ограничено на поједине тачно означене објекте. Прескакање објеката или прескакање са једног на други је и даље недовољно контролисано да би се могло рећи да Агент 47 увек ради тачно оно што играч жели.
Трчање је у првом делу функција одвојена од осталих функција кретања, и односи се само на трчање напред. Може се користити у комбинацији са кретањем лево или десно, да би се добила комбинација нпр. кретања лево+право, а дозвољава и коришћење оружја. Трчање уназад или само налево или десно није изводљиво.
У другом и трећем делу игре је трчање мод кретања који по укључивању остаје укључен док се експлицитно не искључи. Ово омогућава трчање у свим смеровима при чему играч нема потребу да држи неки тастер притиснут за све време кретања.
Четврти део делом преузима начин управљања трчањем из првог дела: ако жели да трчи, играч мора за све време трчања да држи још један додатни тастер притиснут, што чини овај вид кретања неудобнијим него што је то било у другом и трећем делу. Такође, у приказу „из трећег лица“ Агент 47 увек трчи само напред, док остали смерови трчања, значе само да ће агент променити смер кретања а камера која га прати остати у истом углу. У приказу „из првог лица“ је трчање могуће у свим смеровима као и у претходна два дела.

### Профилисање
Од другог дела игре након сваке мисије је присутно и профилисање играча на основу начина његовог играња, како на нивоу засебних мисија, тако и уопште. Профили су подељени по именима и сваки одговара тачно одређеном опсегу параметара попут броја испаљених хитаца, броја жртава, итд. 
Поред овога, у четвртом делу игре је уведен фактор озлоглашености Агента 47, који зависи од броја сведока, његових снимака на сигурносним и другим камерама и од сличног. Ово се одражава како на отежавајуће околности током мисија, тако и на укупан рејтинг играча — што води ка мањем буџету. Озлоглашеност Агент 47 може исправљати потплаћивањем сведока или полиције, или куповином новог идентитета од државе.

### Мапа
Од првог дела игре, Агент 47 располаже са детаљним мапама места и локација на којима се одвија мисија. На овим мапама су, по правилу, обележене интересне зоне, у које се убрајају места где је Агенту 47 достављено оружје, места где се може прерушити, места где се налазе објекти који могу помоћи или су неопходни за ток мисије итд.
Док у првом делу ова мапа није располагала никаквим подацима о кретању и позицијама људи, а неки делови терена су на њој били и непотпуно приказани, од другог дела Агент 47 располаже тачним позицијама свих бића присутних на терену мисије. При томе се по боји ознаке може распознати да ли се ради о мети, чувару, полицајцу, пролазнику итд. Од трећег дела игре такође је препознатљиво да ли је приказана особа мртва или жива, а такође су и животиње попут паса или коња приказане. Избором тежих нивоа игре, ови подаци постају све оскуднији, зарад веће реалистичности. На најтежем нивоу су увек на мапи видљиви само Агент 47 и његове мете.

### Индикатор сумњивости
Још један елемент који доприноси атмосфери игре а прати је још од првог издања је индикатор сумњивости. Упркос различитом дизајну и намени, он је показатељ тога колико Агент 47 у неком моменту сматра сумњивим. Како овај осећај често одговара стварној ситуацији, ово је углавном индикатор момента када треба нестати, сакрити се, или на други начин заварати особу или више њих које су увиделе да нешто није како треба. Овај индикатор је за све време играња присутан на екрану.